# Teodora Angelina Paleologina
Teodora Angelina Paleologina (in greco Θεοδώρα Άγγελίνα Παλαιολογίνα?; fl. XIII secolo) è stata una nobile bizantina, madre del futuro imperatore Michele VIII Paleologo, capostipite della dinastia dei Paleologi.
Era la figlia del despota Alessio Paleologo e di Irene Angelina, figlia dell'imperatore Alessio III Angelo e Eufrosina Ducena Camatera.

## Biografia
Si sposò con Andronico Paleologo, il megas domestikos di Nicea. Teodora e Andronico ebbero quattro figli:
- Maria Paleologina (nome monastico Marta), sposata con Niceforo Tarcaniota;
- Irene Comneno Paleologa (nome monastico Eulogia), moglie di Giovanni Cantacuzeno, madre di Anna, consorte d'Epiro e di Maria Palaiologina Cantacuzena, consorte di Bulgaria;
- Michele VIII Paleologo (1223 – 11 dicembre 1282), primo imperatore bizantino della dinastia dei Paleologi;
- Giovanni Paleologo (1225/1230 - 1272/1273 e 1274/1275), despota e sebastocratore;

## Ascendenza
|                                 |                        |                          | Genitori |  |  | Nonni |  |  | Bisnonni |  |  | Trisnonni |  |
|                                 |                        |                          |          |  |  |       |  |  | …        |  |  | …         |  |
|                                 |                        |                          |          |  |  |       |  |  | …        |  |  | …         |  |
|                                 |                        | …                        |          |  |  |       |  |  | …        |  |  |           |  |
| Giorgio Comneno Ducas Paleologo |                        |                          |          |  |  |       |  |  | …        |  |  |           |  |
|                                 |                        | …                        | …        |  |  |       |  |  |          |  |  |           |  |
|                                 |                        | …                        | …        |  |  |       |  |  |          |  |  |           |  |
|                                 |                        | …                        | …        |  |  |       |  |  |          |  |  |           |  |
| Alessio Paleologo               |                        | …                        |          |  |  |       |  |  |          |  |  |           |  |
|                                 |                        | …                        | …        |  |  |       |  |  |          |  |  |           |  |
|                                 |                        | …                        | …        |  |  |       |  |  |          |  |  |           |  |
|                                 |                        | …                        | …        |  |  |       |  |  |          |  |  |           |  |
| ?Irene Comnena Cantacuzena?     |                        | …                        |          |  |  |       |  |  |          |  |  |           |  |
|                                 |                        | …                        | …        |  |  |       |  |  |          |  |  |           |  |
|                                 |                        | …                        | …        |  |  |       |  |  |          |  |  |           |  |
|                                 |                        | …                        | …        |  |  |       |  |  |          |  |  |           |  |
| Teodora Angelina Paleologina    |                        | …                        |          |  |  |       |  |  |          |  |  |           |  |
|                                 | Andronico Ducas Angelo | Costantino Angelo        |          |  |  |       |  |  |          |  |  |           |  |
|                                 | Andronico Ducas Angelo | Costantino Angelo        |          |  |  |       |  |  |          |  |  |           |  |
|                                 | Andronico Ducas Angelo | Teodora Comnena          |          |  |  |       |  |  |          |  |  |           |  |
| Alessio III Angelo              | Andronico Ducas Angelo |                          |          |  |  |       |  |  |          |  |  |           |  |
|                                 |                        | Eufrosina Castamonitissa | …        |  |  |       |  |  |          |  |  |           |  |
|                                 |                        | Eufrosina Castamonitissa | …        |  |  |       |  |  |          |  |  |           |  |
|                                 |                        | Eufrosina Castamonitissa | …        |  |  |       |  |  |          |  |  |           |  |
| Irene Angelina                  |                        | Eufrosina Castamonitissa |          |  |  |       |  |  |          |  |  |           |  |
|                                 |                        | Andronico Camatero       | …        |  |  |       |  |  |          |  |  |           |  |
|                                 |                        | Andronico Camatero       | …        |  |  |       |  |  |          |  |  |           |  |
|                                 |                        | Andronico Camatero       | …        |  |  |       |  |  |          |  |  |           |  |
| Eufrosina Ducena Camatera       |                        | Andronico Camatero       |          |  |  |       |  |  |          |  |  |           |  |
|                                 |                        | …                        | …        |  |  |       |  |  |          |  |  |           |  |
|                                 |                        | …                        | …        |  |  |       |  |  |          |  |  |           |  |
|                                 |                        | …                        | …        |  |  |       |  |  |          |  |  |           |  |
|                                 |                        | …                        |          |  |  |       |  |  |          |  |  |           |  |